# Ádám Steinmetz
Ádám Steinmetz (Boedapest, 11 augustus 1980) is een Hongaars waterpolospeler.
Ádám Steinmetz nam als waterpoloër eenmaal deel aan de Olympische Spelen in 2004. Hij veroverde een gouden medaille.
In de competitie kwam Steinmetz uit voor Vasas Sport Club Boedapest. Steinmetz komt uit een waterpolofamilie zijn broer Barnabás Steinmetz nam in 2000 en 2004 ook deel aan de Olympische Spelen.
Tibor Benedek · 
Péter Biros · 
Rajmund Fodor · 
István Gergely · 
Tamás Kásás · 
Gergely Kiss · 
Norbert Madaras · 
Tamás Molnár · 
Ádám Steinmetz · 
Barnabás Steinmetz · 
Zoltán Szécsi · 
Tamás Varga · 
Attila Vári